# Gheorghe Răşinaru
Gheorghe Rășinaru (Szászsebes, 1915. február 10. – 1994) román válogatott labdarúgó, fedezet.

## Pályafutása

### Klubcsapatban
1930-ban a Romania Cluj csapatában kezdte a labdarúgást. 1932-ben a CFR Cluj első csapatban mutatkozott be, ahol három idényen át játszott. 1935 és 1944 között a Rapid București labdarúgója volt, ahol hat román kupa-győzelem (1937, 1938, 1939, 1940, 1941, 1942) részese volt. 1944 és 1948 között a CFR Sibiu játékosa volt. 1948-ban vonult vissza az aktív labdarúgástól.

### A válogatottban
1937 és 1941 között hét alkalommal szerepelt a román válogatottban. Tagja volt a franciaországi világbajnokságon részt vevő csapatnak.

## Sikerei, díjai
Rapid București
- Román bajnokság
  - 2.: 1936–37, 1937–38, 1939–40, 1940–41
- Román kupa (Cupa României)
  - győztes: 1937, 1938, 1939, 1940, 1941, 1942

## Statisztika

### Mérkőzései a román válogatottban
| Románia | Románia              | Románia                | Románia     | Románia  | Románia      | Románia         | Románia | Románia |
| #       | Dátum                | Helyszín               | Hazai       | Eredmény | Vendég       | Kiírás          | Gólok   | Esemény |
| ------- | -------------------- | ---------------------- | ----------- | -------- | ------------ | --------------- | ------- | ------- |
| 1.      | 1937. július 8.      | Kaunas                 | Litvánia    | 0 – 2    | Románia      | barátságos      | -       |         |
| 2.      | 1938. június 5.      | Toulouse (FRA)         | Kuba        | 3 – 3    | Románia      | vb-nyolcaddöntő | -       |         |
| 3.      | 1938. június 9.      | Toulouse (FRA)         | Kuba        | 2 – 1    | Románia      | vb-nyolcaddöntő | -       |         |
| 4.      | 1939. október 22.    | Bukarest, ANEF-stadion | Románia     | 1 – 1    | Magyarország | barátságos      | -       |         |
| 5.      | 1940. március 31.    | Bukarest, ANEF-stadion | Románia     | 3 – 3    | Jugoszlávia  | Duna-kupa       | -       |         |
| 6.      | 1940. szeptember 22. | Belgrád                | Jugoszlávia | 1 – 2    | Románia      | Duna-kupa       | -       |         |
| 7.      | 1941. október 12.    | Bukarest               | Románia     | 3 – 2    | Szlovákia    | barátságos      | -       |         |
|         | Összesen             |                        |             | 7        | mérkőzés     |                 | 0       | gól     |